# 佩鲁贾大学
佩鲁贾大学（義大利語：Università degli Studi di Perugia），意大利佩鲁贾市的一所公立大学。佩鲁贾大学成立于1308年。

## 院系设置
佩鲁贾大学设有11个学院，分别为农学院、经济学院、教育学院、工程学院、人类学学院、法学院、理学院、医学院、心理学学院、政治学院、兽医学院。

## 著名人物
- 卢卡·帕丘利，數學家，亦為近代會計學之父，發明複式記賬法。
- 庇护三世
- 保禄五世
- 米歇尔·让
- 鄭為元